# Janusz Niedziela
Janusz Niedziela (ur. 20 kwietnia 1962 w Warszawie) – polski prawnik i polityk, radca prawny, wiceminister sprawiedliwości (1999–2001), członek Trybunału Stanu (2002–2005), w latach 2016–2018 prezes Polskiej Agencji Żeglugi Powietrznej.

## Życiorys
W 1988 ukończył studia prawnicze na Uniwersytecie Warszawskim. W latach 1992–1993 był kierownikiem Biura Kadr w Urzędzie Rady Ministrów, następnie zatrudniony jako radca w Ministerstwie Pracy i Polityki Społecznej oraz dyrektor Biura Prawno-Organizacyjnego PLL LOT. Prowadził kancelarię radcy prawnego specjalizującą się w zamówieniach publicznych, został także wspólnikiem Centrum Zamówień Publicznych Sp. z o.o.
Od początku lat 90. politycznie związany z Porozumieniem Centrum, następnie PPChD. Pełnił obowiązki sekretarza stanu w Ministerstwie Sprawiedliwości (1999–2001). W wyborach w 2001 bez powodzenia kandydował z ramienia PiS w wyborach parlamentarnych, a w 2004 był kandydatem tej partii w wyborach do Parlamentu Europejskiego. W latach 2002–2005 zasiadał w Trybunale Stanu z nominacji Prawa i Sprawiedliwości. W 2006 został mianowany członkiem Rady Nadzorczej TVP z ramienia PiS, jednak w 2008 zrezygnował z członkostwa.
Zajął się prowadzeniem szkoleń w zakresie środków ochrony prawnej systemu zamówień publicznych, ponownie też prowadził kancelarię prawną. Objął obowiązki wiceprezesa i później prezesa zarządu Centrum Zamówień Publicznych Sp. z o.o. W grudniu 2016 premier Beata Szydło powołała go na stanowisko prezesa Polskiej Agencji Żeglugi Powietrznej, funkcję tę pełnił do lipca 2018. W latach 2017–2020 był przewodniczącym rady nadzorczej Polskiej Agencji Prasowej, a w latach 2020–2023 był przewodniczącym rady nadzorczej Polskiego Radia. W 2020 zasiadł również w zarządzie nowo powołanego stowarzyszenia Przyszłość 5.0 (którego członkowie powołali także partię o tej nazwie).
Wszedł w skład komitetu wspierającego kandydaturę Karola Nawrockiego na prezydenta RP w wyborach w 2025.